# Cliffortia ferruginea
Cliffortia ferruginea är en rosväxtart som beskrevs av Carl von Linné d.y.. Cliffortia ferruginea ingår i släktet Cliffortia och familjen rosväxter. Inga underarter finns listade i Catalogue of Life.